# 足らぬ足らぬは工夫が足らぬ
足らぬ足らぬは工夫が足らぬ（たらぬたらぬはくふうがたらぬ）は、日本史においての言葉。

## 概要
戦時下の日本において、国民に耐乏生活を強いるために生み出された標語。
1942年に大政翼賛会と大手新聞社によって行われた「国民決意の標語」で選ばれた作品。
この頃にパーマネントはやめるようにされて、日の丸弁当が奨励された。
戦時下の日本では国民の不満を抑圧するためにこのような言葉が書かれたポスターが街に貼られていた。
戦時下にこの言葉から工を外して、「足らぬ足らぬは夫が足らぬ（軍部の命令によって家庭の重要な働き手である男達が次々に戦場へ駆り出されて少なくなった有様を風刺している）」に変えるというユーモアが行われていた。